# Carlowrightia fuertensis
Carlowrightia fuertensis là một loài thực vật có hoa trong họ Ô rô. Loài này được T.F.Daniel mô tả khoa học đầu tiên năm 1988.